# М. Барнард Елдершоу
М. Барнард Елдершоу — псевдонім, який використовували австралійські співавторки в літературі ХХ століття Маджорі Барнард (1897—1987) і Флора Елдершоу (1897—1956). У співпраці, яка тривала два десятиліття з кінця 1920-х до кінця 1940-х років, вони опублікували 5 романів, 3 історії, радіодраму, збірку оповідань і кілька збірок критичних есеїв і лекцій.
Флора Елдершоу та Марджорі Барнард були активістками австралійської літератури 1930-1940-х років. Завдяки своїм лекціям, рецензіям і активній участі в Товаристві австралійських письменників вони відіграли важливу роль у розвитку «літературної інфраструктури» Австралії.

## Спільне життя
Марджорі Барнард познайомилася з Флорою Елдершоу, яка була на рік попереду неї, на першому курсі Сіднейського університету. Марджорі Барнард написала про їхню першу зустріч
[Н]е зовсім щаслива. Я була найзеленішою із зелених «нових». Флора була визнана на другому році життя. Шанс дав мені шафку прямо над нею. Його неохайний вміст часто виливався в її більш упорядковану сферу. Моя тоді мізерна особа постійно була під ногами, а карі очі Флори частіше спалахували обуренням, ніж усміхалися. Але протягом року ми стали близькими подругами. Вона розширила мій кругозір і оживила розум. Пізніше ця дружба витримала те, що всі згодні вважати важким випробуванням співпраці у письмовій формі.
Тоді як Марджорі Барнард провела більшу частину 1920-1940-х років, живучи вдома з батьками, Флора Елдершоу жила в школах, де вона викладала. Про це пише Дейл Спендер
«з таким невеликим заохоченням, нагодою — чи бажанням, зважаючи на вимоги дня — їй [Марджорі Барнард] і Флорі Елдершоу… все-таки вдалося написати свій класичний австралійський роман „Побудований дім“ (1929) та ще один „ Зелена пам'ять“ (1933)».
Проте в 1936 році, коли їм обом було по тридцять дев'ять, Барнард і Елдершоу також взяли квартиру в Поттс-Пойнт, що дало їм простір для незалежності. Тут вони регулярно проводили зібрання, діяло щось на зразок літературного салону. У квартирі бували багато видатних діячів та діячок літератури та культури того часу. Серед них Френк Делбі Девісон, Ксав'єр Герберт, Леслі Різ, Том Інгліс Мур, Майлз Франклін, Венс Палмер і Кайлі Теннант.
На їхньому «салоні» обговорювали не лише літературу. Серед гостей були такі активісти миру, як Льюїс Родд і Ллойд Росс, а Френк Делбі Девісон сказав, що його брошура «Поки живе свобода» виросла з «соціальних дискусій у салоні М. Барнарда Елдершоу».

Барнард і Елдершоу не були частиною богемного кола, як це практикувалося, наприклад, Норманом Ліндсеєм, але це не було зумовлено «дрібнобуржуазною мораллю». Швидше, це було через «їхнє висловлене бажання просувати місцевий літературний продукт і змусити його визнати з боку переважаючого культурного істеблішменту». Насправді вони були дуже активними у просуванні австралійських письменників, письменниць та австралійської літератури через Товариство австралійських письменників та інші формальні та неофіційні заходи. Це і їхній підхід до написання та критики
«мав ефект популяризації жіночого письма, включення його до ширшої маси австралійських листів, а не обмеження його обмеженим діапазоном культурно схвалених „жіночих“ форм, таких як романи та дитяче письмо».
Вони обоє входили до літературного кола Нетті Палмер. Вона листувалася з ними обома, заохочувала їх і визнавала важливість їхнього партнерства. Вона написала
«Посторонній людині нелегко зрозуміти, як відбувається літературне партнерство, але в цьому випадку воно, здається, працює добре… Будь-яка різниця в характерах двох жінок не впливає на різницю в їхніх точках зору чи цінностей».
Партнерство стало важче підтримувати після того, як в 1941 році Елдершоу переїхала до Канберри. Однак, продовжуючи підтримувати одне одного, вони змогли створити свій останній спільний роман «Завтра, і завтра, і завтра».
Хоча загальновизнано, що Барнард була більш виразною письменницею з них двох, і що Елдершоу внесла своє гостре критичне чуття, Рорабахер також стверджує, що в їхніх ранніх спільних романах неможливо розрізнити їхні окремі внески. Загалом Барнард більше писала, тоді як Елдершоу зосереджувалася на структурі та розвитку своїх основних робіт. Однак, оскільки Елдершоу була більш комунікабельною та чіткою з них, у той час часто вважалося, що вона була домінуючою партнеркою. Це не зіпсувало їхнє партнерство, яке тривало два десятиліття, що свідчить про те, що обидві отримали від нього користь.

## Спільні роботи
Романи
- Побудований дім

Барнард і Елдершоу написали свій перший спільний роман Побудований дім у відповідь на оголошення про приз The Bulletin. Він отримав цю нагороду в 1928 році, розділивши її з Coonardoo Кетрін Сюзанни Прічард. Побудований будинок спочатку був опублікований у журналі The Bulletin під назвою Кварталмейстер. Їм не вдалося знайти видавця в Австралії, тому вперше її видали в Англії. Це історичний роман, дія якого відбувається в дев'ятнадцятому столітті, і зосереджується на обмеженому житті жінок середнього класу тієї епохи. Ґолдсуорсі припускає, що через цей підхід вони також відобразили «дилему жінок середнього класу свого часу, яким все ще переважно відмовляли в праві на роботу та незалежність».
- Оранжерея

Оранжерея, роман про життя на борту норвезького човна, який подорожує до Австралії, також вперше був опублікований в Англії.
- Зелена пам'ять

Зелена пам'ять, опублікована в 1931 році, є періодом роману, дія якого відбувається в Сіднеї 1850-х років і стосується життя двох сестер. У звіті про засідання Канберрського товариства мистецтв і літератури 1931 року описується лекція Кеннета Біннса про Зелену пам'ять, у якій він каже, що книга «не тільки захоплює, але … також додає гідності та значення австралійським творам». Він високо оцінює характеристики як головних, так і другорядних персонажів і описує Барнард та Елдершоу як «майстринь яскравого, мальовничого, але гідного письма».
- Табличка з лавром

«Табличка з лавром» (1937) був першим опублікованим романом, дія якого відбувається в столиці Австралії Канберрі. В ньому йдеться про письменницьку конференцію, учасники якої приїхали з інших частин Австралії.
- Завтра, і завтра, і завтра

Їх останній спільний роман «Завтра, і завтра і завтра», опублікований у 1947 році під назвою «Завтра і завтра», вважається одним із головних ранніх науково-фантастичних романів Австралії та отримав високу оцінку єдиного в Австралії лауреата Нобелівської премії з літератури Патріка Вайта. Події відбуваються у XXIV столітті, і в ньому з'являється Кнарф (романіст та історик, ім'я якого є інверсією імені Френка Делбі Девісона). Книга, по суті, є історією в історії, більша частина якої складається з історичного роману, написаного персонажем Кнарфом, про «стару» Австралію 1924—1946 років.
Однак у той час він був підданий цензурі з політичних міркувань: цензори вимагали вирізати 400 рядків, включаючи посилання на «правила національної безпеки та те, як вони суперечать демократичним принципам, за які нібито велася війна». У 1952 році у федеральному парламенті У. К. Вентворт назвав його «смішним, триповим романом із марксистським ухилом». Спендер стверджує, що це «незмынно в традиціях» письменниць, таких як Афра Бен, Гаррієт Бічер Стоу та Елізабет Ґаскелл, які «використовували художню літературу як засіб спонукати суспільство створити кращий світ». Його не було опубліковано повністю, поки Virago Press не перевидало його в 1983 році.
У літературних колах точилася дискусія про те, наскільки цей роман є спільним, частково підживлена пізнішими коментарями Барнард. Це незважаючи на вагомі докази протилежного, включно з тим, що Барнард просила Палмера отримати підпис Елдершоу, а також її власний підпис для його копії. Пізніше Барнард стверджувала, що переїзд Елдершоу до Канберри в 1941 році перервав їхню співпрацю над романом, хоча в 1941 році вона написала Палмеру, що «ми не дозволимо такій дрібниці, як відстань, заважати співпраці. Шкода, що нова книга не йде далі». Меріанна Девер стверджує, що існують вагомі докази активної участі Елдершоу в романі, включно з листуванням видавця, в якому згадуються вони обидва, а також пізніший лист Елдершоу до Майлз Франклін, в якому вона коментує «жахливі зусилля, пов'язані з необхідністю закрити прогалини, що залишилися цензурою та адаптацією кінцівки».
Драма
Барнард і Елдершоу написали кілька театральних і радіоп'єс. Їхня перша радіоп'єса, Годинник на головній землі, транслювалася на ABC 7 липня 1940 року як частина серії недільних програм. Темою п'єси були перші дні поселення в Сіднеї. Переможці конкурсу були оголошені 30 вересня 1940 року, а п'єса Барнарда Елдершоу посіла 2 місце.
Історії
В одній зі своїх історій «Моя Австралія» (1939) вони обґрунтовують майбутнє Австралії, кажучи, що «ніщо не розбещує людей швидше, ніж можливість отримати прибуток від своїх ближніх».
Реферати та лекції
Основною і все ще добре оціненою працею є їх «Нариси австралійської художньої літератури» (1938). Ця книга містила критичні есе про Генрі Генделя Річардсона, Кетрін Сюзанну Прічард, Леонарда Манна, Мартіна Бойда (під його псевдонімом Мартін Міллс), Крістіну Стед та Елеонор Дарк.

### Художня література
- Побудований дім (1929)
- Зелена пам'ять (1931)
- Теплиця (1936)
- Табличка з лавром (1937)
- Завтра і завтра і завтра (1945)
- Варта на мисі (опубліковано в Australian Radio Plays, 1946)[27]

### Нон-фікшн та антології
- Філіп з Австралії: Розповідь про заселення Сідней-Коув, 1788-92 (1938)
- Нариси австралійської художньої літератури (1938)
- Життя та часи капітана Джорджа Пайпера (1939)
- Моя Австралія (1939)[27]